# 拉罗什德格兰
拉罗什德格兰（法語：La Roche-de-Glun，法語發音：[la ʁɔʃ də ɡlœ̃]）是法国德龙省的一个市镇，属于瓦朗斯区。

## 地理
拉罗什德格兰（45°0'43"N, 4°50'51"E）面积12.79 平方千米，位于法国奥弗涅-罗讷-阿尔卑斯大区德龙省，该省份为法国东南部内陆省份，北起顺时针与伊泽尔省、上阿尔卑斯省、上普罗旺斯阿尔卑斯省、沃克吕兹省和阿尔代什省接壤。
与拉罗什德格兰接壤的市镇（或旧市镇、城区）包括：沙托布尔、科尔纳斯、格兰、莫沃、罗讷河畔图尔农、瓦朗斯堡、伊泽尔河畔新堡、梅尔屈罗勒-沃讷、蓬德利塞尔。

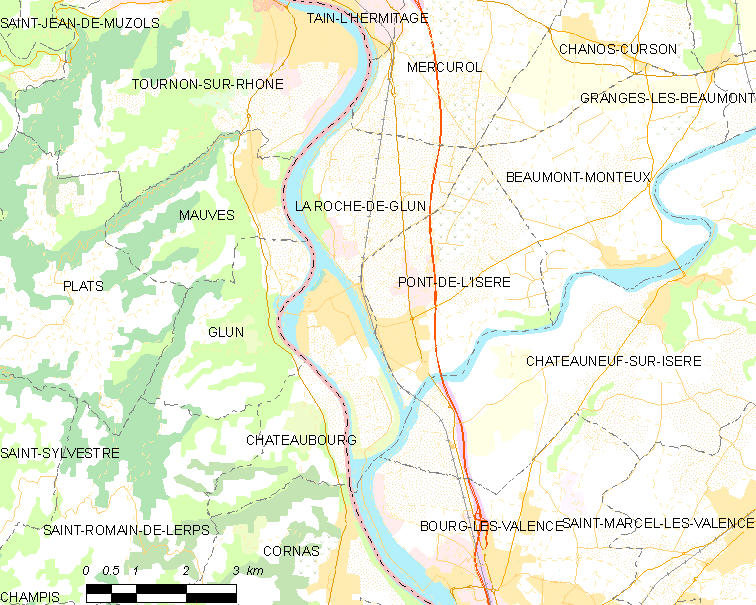
拉罗什德格兰的OSM定位图

拉罗什德格兰的时区为UTC+01:00、UTC+02:00（夏令时）。

## 行政
拉罗什德格兰的邮政编码为26600，INSEE市镇编码为26271。

## 政治
拉罗什德格兰所属的省级选区为坦莱尔米塔日县。

## 人口

1962-2008年间拉罗什德格兰人口变化图示

拉罗什德格兰于2022年1月1日时的人口数量为3579人。